# Municipio de Palmyra (Kansas)
El municipio de Palmyra (en inglés: Palmyra Township) es un municipio ubicado en el condado de Douglas en el estado estadounidense de Kansas. En el año 2010 tenía una población de 7073 habitantes y una densidad poblacional de 33,08 personas por km².

## Geografía
El municipio de Palmyra se encuentra ubicado en las coordenadas 38°47′52″N 95°8′49″O / 38.79778, -95.14694. Según la Oficina del Censo de los Estados Unidos, el municipio tiene una superficie total de 213.84 km², de la cual 210.95 km² corresponden a tierra firme y (1.35%) 2.9 km² es agua.

## Demografía
Según el censo de 2010, había 7073 personas residiendo en el municipio de Palmyra. La densidad de población era de 33,08 hab./km². De los 7073 habitantes, el municipio de Palmyra estaba compuesto por el 94.27% blancos, el 1.43% eran afroamericanos, el 0.66% eran amerindios, el 0.48% eran asiáticos, el 0.04% eran isleños del Pacífico, el 0.54% eran de otras razas y el 2.57% pertenecían a dos o más razas. Del total de la población el 2.3% eran hispanos o latinos de cualquier raza.